# هملت (فیلم ۱۹۲۱)
هملت (انگلیسی: Hamlet) یک فیلم فیلم صامت درام محصول سال ۱۹۲۱ سینمای آلمان است که اقتباسی رادیکال از نمایش هملت شکسپیر به‌شمار می‌رود. از بازیگران آن می‌توان به آستا نیلسن و ادوارد فون وینترشتاین اشاره کرد. در فیلم، هملت (آستا نیلسن) زن به دنیا آمده اما برای حفظ شأن و منزلتش خود را به نقش مرد درمی‌آورد.